# Дунум
Дунум (на немски: Dunum) е селище в Северна Германия, провинция Долна Саксония. Населението се състои от 1131 души и заема територия от 27 квадратни километра.

## История
Според една легенда в Дунум, в Радбодсберг е поргребан кралят на фризите Радбод (679 – 719), който е последния годподар на независимото Фризийско кралство. Той резидира в Утрехт и Дорещад и е известен с борбата си с франките и противопоставянето му на навлизащото християнство на неговата територия.
В територията на общината също е открито древно селище с големи размери от 2 – 3 век с голямо количество римски артефакти. Това е единсвеното селище от този тип в Източна Фризия за този период.
Особено интересен за археолозите артефакт е гробът на Дамата от Брил, датиран във времето на Бронзовата епоха. В него са намерени първите обработени метални предмети в Източна Фризия. Жената е погребана с всичките си накити състоящи се от диадема, метален кръг, гердан от кехлибар и метални части, гривна и скиптър.